# Leucauge analis
Leucauge analis là một loài nhện trong họ Tetragnathidae.
Loài này thuộc chi Leucauge. Leucauge analis được miêu tả năm 1899 bởi Thorell.